# Georgios Roubanis
Georgios Roubanis  (tiếng Hy Lạp: Γεώργιος Ρουμπάνης,  1929 -2025) là một vận động viên điền kinh người Hy Lạp. Tại Thế vận hội Mùa hè 1956 ở Melbourne, ông đoạt huy chương đồng môn nhảy sào. Ông nghỉ thi đấu điền kinh vào năm 1961.